# Monte Smoko
El monte Smoko es una elevación de unos 300 m s. n. m. (aproximadamente) ubicada cerca de la localidad de Fitz Roy y el Puerto Fitz Roy en la isla Soledad, en las Islas Malvinas. Smoko es un término usado en el inglés malvinense para referirse a un breve descanso para fumar, a menudo informal, tomado durante el trabajo.